# كليف أندرسون (لاعب كرة قدم أمريكية)
كليف أندرسون (بالإنجليزية: Cliff Anderson)‏ هو لاعب كرة قدم أمريكية أمريكي، ولد في 25 نوفمبر 1929 في كابي ماي في الولايات المتحدة، وتوفي في 16 مارس 1979 في برنسيس آن في الولايات المتحدة.

## وصلات خارجية
- كليف أندرسون على موقع مرجع كرة القدم المحترفة.كوم (الإنجليزية)
- كليف أندرسون على موقع JustSportsStats.com (الإنجليزية)